# Pachymetana argenteoguttata
Pachymetana argenteoguttata är en fjärilsart som beskrevs av Aurivillius 1909. Pachymetana argenteoguttata ingår i släktet Pachymetana och familjen ädelspinnare. Inga underarter finns listade i Catalogue of Life.